# С друге стране сјећања
С друге стране сјећања је први ДВД групе Црвена јабука. Иако обележава 25 година од оснивања бенда, на диску се налазе спотови настали од албума Сањати 1988. године. Велики број хитова из ране фазе је изостављен, а на диску је већина материјала настала од 1996. године.

## Списак песама
1. Зову нас улице
2. Љета која долазе
3. Звона звоне
4. На длану ми пише
5. Сузо моја стрпи се
6. Све што имаш ти
7. Црвена јабука
8. Сањам те
9. Свијет је лопта шарена
10. Вјетар
11. Твога срца врата
12. Ни задњи ни први
13. Твојим жељама вођен
14. Боје кишног неба
15. Principessa
16. Добро нека свира
17. Очи боје срне
18. Два и два (и она мала барка)
19. Jazz.ba
20. Милион жена
21. Кад казаљке се поклопе
22. Бацила је све низ ријеку
23. Балада
24. Лагано умирем (у твоме сјећању)